# 浜田順子
浜田 順子（はまだ じゅんこ、1973年6月1日 - ）は、日本のモデル、女優。
東京都出身。身長160cm。B：80、W：62、H：83、S：23.0cm。特技は新体操、ジャズダンス、歌、アクロバット。

## 出演

### CM
- リオン リオネット補聴器
- 花王 メリーズ
- パルシステム
- 花王 フリーデイ
- セガトイズ Beena
- 花王 キッチンハイター（2007年）
- 森永乳業「ビヒダス」
- SUZUKI「パレット」
- モランボン「ジャン」
- 小林製薬「尿モレサラサーティ」

### 舞台
- スクルージ（1999年）
- プレリュード（1999年）
- 知らざあ言って聞かせやしょう（2010年）